# Puzur-Aššur I.
Puzur-Aššur I. (dosl. Tajemství Aššurovo) byl vládce města Aššúru na začátku 20. století př. n. l. a zakladatel asyrské nezávislosti.
Dokázal využít rozpadu sumerského soustátí po pádu králů z III. Urské dynastie, kdy získal pod svou kontrolu rozsáhlé oblasti v okolí města a vládl naprosto nezávisle na bývalých střediscích moci (Ur, Uruk atd.). Vybudoval v Aššúru městské opevnění a začal používat titul šarrum – asyrský král. Byl zakladatelem nové asyrské vládnoucí dynastie.
Po smrti Puzur-Aššura I. se králem stává jeho syn Šalim-achum.